# Oceana (Schiff, 1891)
Die Oceana war ein Stahlschraubendampfer, der von 1901 bis 1903 von der Jaluit-Gesellschaft auf der Schiffslinie zwischen Australien und Mikronesien bzw. Hongkong eingesetzt wurde. Dafür zahlte das Deutsche Reich eine Subvention.

## Geschichte
Die Oceana wurde 1891 von S. McKnight & Co. im schottischen Ayr gebaut. Das Schiff war zunächst in Glasgow unter dem Namen Harold registriert.

### Deutscher Postdienst
Zur Gewährleistung einer zuverlässigen Kommunikation mit den deutschen Kolonien beauftragte die deutsche Regierung die Jaluit-Gesellschaft mit einem Postdienst zwischen Sydney, Jaluit und Yap, wo die Post auf die Dampfer des Norddeutschen Lloyd umgeladen werden konnte. Das Deutsche Reich zahlte einen jährlichen Zuschuss in Höhe von 120.000 Mark. Zudem benötigte die Jaluit-Gesellschaft ein geeignetes Schiff für einen regelmäßigen Schiffsverkehr zwischen ihren Handelsstationen in Mikronesien und Sydney. Die Jaluit-Gesellschaft kaufte daher die Harold und taufte sie in Oceana um. Das Schiff wurde für den Verkehr in den Tropen umgerüstet.
Die Oceana nahm ihren Dienst am 1. Januar 1901 auf der ursprünglichen Route zwischen Sydney, Jaluit, Ponape, Yap und Palau auf. Als der Norddeutsche Lloyd Ende 1901 seine Fahrt von Sydney nach Hongkong einstellte, verlängerte die Jaluit-Gesellschaft ihre Fahrt bis Hongkong und schloss Deutsch-Neuguinea in ihre Route ein. Das Schiff fuhr nun dreimal jährlich die Route Sydney–Hongkong via Jaluit, Kusaie, Ponape, Ruk, Yap und weiterer Stationen. Für die Strecke nach Hongkong benötigte sie in der Regel 45 Tage, zurück nach Sydney betrug die Zeit circa 52 Tage.
Am 9. Dezember 1903 lief die Oceana an einem Riff vor Jaluit auf Grund, was eine Verzögerung im Fahrplan von über einer Woche zur Folge hatte. Als das Schiff am 21. Januar 1904 in Sydney eintraf, stellte sich heraus, dass die Reparaturen als unerschwinglich erachtet wurden. Es wurde durch die speziell für diesen Zweck gebaute Germania ersetzt. Bis zur Fertigstellung wurde die Medan (779 BRT) vom Norddeutschen Lloyd gechartert.

### Verbleib
Die Oceana wurde in der Mosman Bay aufgelegt und blieb dort, bis sie von dem Unternehmen H.C. Sleigh aus Melbourne gekauft wurde. Sie wurde am 30. Oktober 1905 von Harold Crofton Sleigh in Melbourne registriert. Im Jahr 1907 verkaufte er die Oceana nach Japan. Zwischen 1907 und 1908 war das Schiff in Osaka registriert und wurde in Kyoei Maru Nr. 3 umbenannt. Unter diesem Namen fuhr sie von etwa 1909 bis 1912 für Goshi Shosen Kaisha, ebenfalls in Osaka registriert. Von 1913 bis 1919 war das Schiff im Besitz von S. Toyosaki aus Otaru. Nach 1919 wird das Schiff im Lloyd’s Register nicht mehr genannt und wurde wahrscheinlich abgewrackt.